# Il Tetto (rivista)
Il Tetto è una rivista di attualità politica e religiosa nata a Napoli nel 1963. La rivista si inquadrò nell'area della sinistra cattolica, ponendosi in posizione critica verso quei settori della Democrazia Cristiana più integralisti. Per molti anni ne fu direttore l'accademico e storico Giorgio Jossa.
Il nome della rivista trae ispirazione da un versetto del Vangelo di Matteo: «Ciò che vi dico nelle tenebre, ditelo in piena luce; e ciò che vi si dice all'orecchio, predicatelo sui tetti» (Mt, 10,27).
Nel 2010 la rivista ha aderito all'appello delle riviste d'ispirazione cristiana contro la cosiddetta Legge bavaglio  e ha collaborato con il Comune di Napoli per l'organizzazione di una giornata di dibattito in difesa dell'università pubblica.